# Skt. Clemens Torv
Skt. Clemens Torv i Aarhus ligger mellem Skt. Clemens Bro og Bispetorv mod Store Torv. Torvet er opkaldt efter Sankt Clemens, som er Aarhus' skytshelgen.
Skt. Clemens Torv hed tidligere Svinetorv. Torvet var blevet skabt ved nedrivning af en række ejendomme for at skaffe mere plads til torvehandelen. Det var specielt slagterne, der manglede plads, og det var dem, pladsen blev opkaldt efter. På et kort fra 1865 vises et torv på samme sted, som Skt. Clemens Torv ligger, ved navn Kjødtorvet. Torvet var bebygget på tre sider og åbent mod Aarhus Domkirke.
Bispetorv blev etableret i 1880 og Skt. Clemens Bro i 1884, dette skabte Skt. Clemens Torv, som vi kender det i dag med bebyggelse på to sider og åben gennemgang mod Strøget.

## Bygningsværker på Skt. Clemens Torv
- Wormhus – Skt. Clemens Torv 11
- Bropalæet – Skt. Clemens Torv 15 og 17
- Rømerhus - Skt. Clemens Torv 8
- Clemensborg - Skt. Clemens Torv 10

Telefonkiosken, som i dag findes i Den Gamle By, blev åbnet på Skt. Clemens Torv i 1900. Den var tegnet af arkitekt Thorkel Luplau Møller.
Skt. Clemens Torv 1-7 var ejendomme der lå på vestsiden af Bispetorvet. Disse ejendomme er i dag nedrevet, så der ikke længere er bebyggelse mellem Bispetorvet og Skt. Clemens Torv. Ligeledes er Hotel Skandinavien, som i mange år prydede torvet nedrevet i dag. Til gengæld ligger Nordeas bankfilial i stedet på grunden.